# Salzbergen
Salzbergen è un comune di 7.590 abitanti della Bassa Sassonia, in Germania.
Appartiene al circondario (Landkreis) dell'Emsland (targa EL).